# Wildens Leveque
Wildens Carl Leveque (nacido el 11 de junio de 2000 en Brockton, Massachusetts, Estados Unidos) es un baloncestista profesional estadounidense. Con una altura de 2 metros y 10 centímetros, se desempeña en la posición de pívot. Actualmente juega en el Cáceres Patrimonio de la Humanidad, club español de Segunda FEB.

## Trayectoria
Su padres tienen nacionalidad haitiana. Siendo alumno de la Gould Academy de Massachusetts recibió una mención honorífica como jugador destacado de la conferencia NEPSAC y en su año de graduación fue nominado como el segundo jugador con mayor proyección del estado por la cadena ESPN Sports.
Comenzó su formación universitaria en la Universidad de Carolina del Sur, donde disputó tres temporadas entre 2019 y 2022 como jugador de los Gamecocks, participante de la División I de la NCAA. En la temporada 2021-22 promedió 6.7 puntos y 4.7 rebotes. En 2022-23 fue transferido a la Universidad de Massachusetts, jugando para los Minutemen y acreditando 5.5 puntos y 4.6 rebotes. En su último año de formación (2023-24) recaló en la Universidad de Texas A&M, integrando la plantilla de los Aggies y terminando su ciclo con unos promedios de 1.4 puntos y 2.3 rebotes.
Como profesional, en la temporada 2024-25 fichó por el CB Marín Peixegalego, club español de Tercera FEB. Fue uno de los jugadores más destacados de la competición, terminando la temporada con promedios de 18.4 puntos, 10.8 rebotes, 1.5 tapones, 1.96 mates (líder absoluto de la categoría) y 26.9 créditos de valoración. Fue elegido MVP de la ronda de partidos de vuelta de la eliminatoria previa a la fase de ascenso con 44 créditos de valoración.
El 29 de junio de 2025 se anuncia su fichaje por el Cáceres Patrimonio de la Humanidad, equipo de Segunda FEB.